# Porwanie Sabinek (legenda)

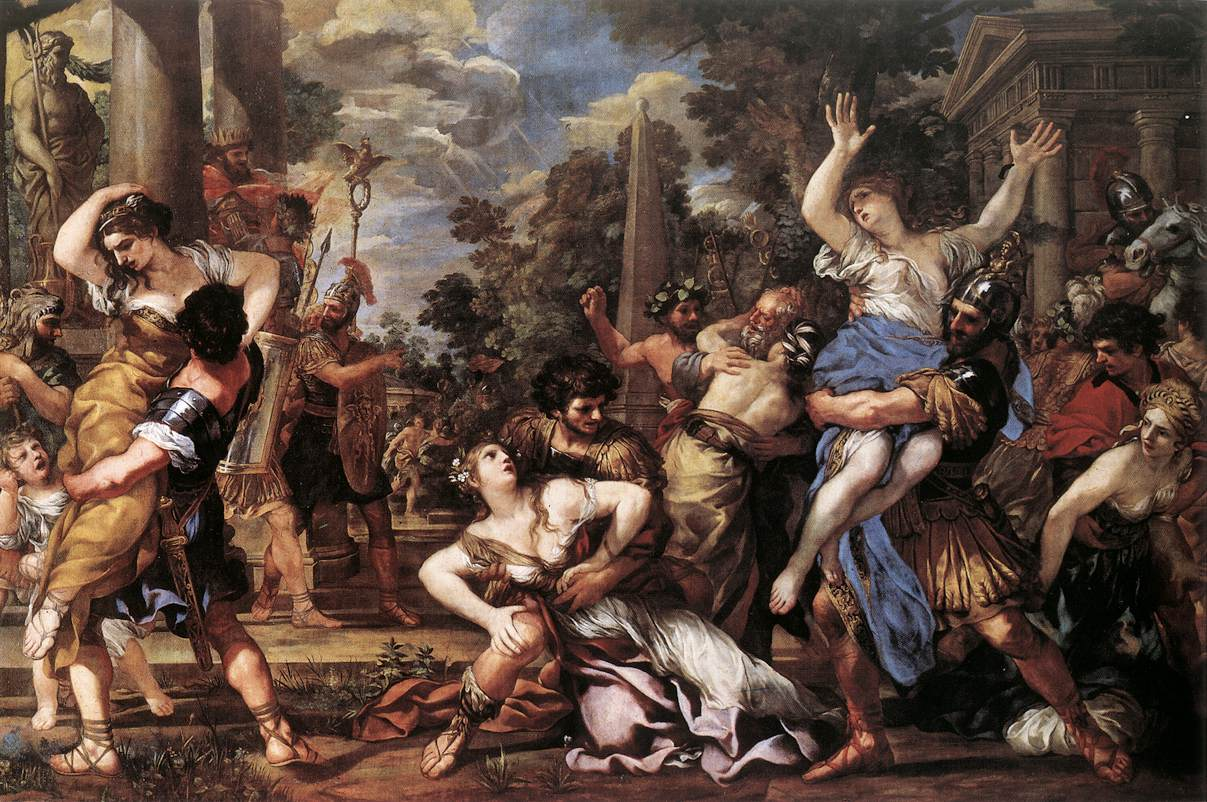
Pietro da Cortona – Porwanie Sabinek, 1627-29

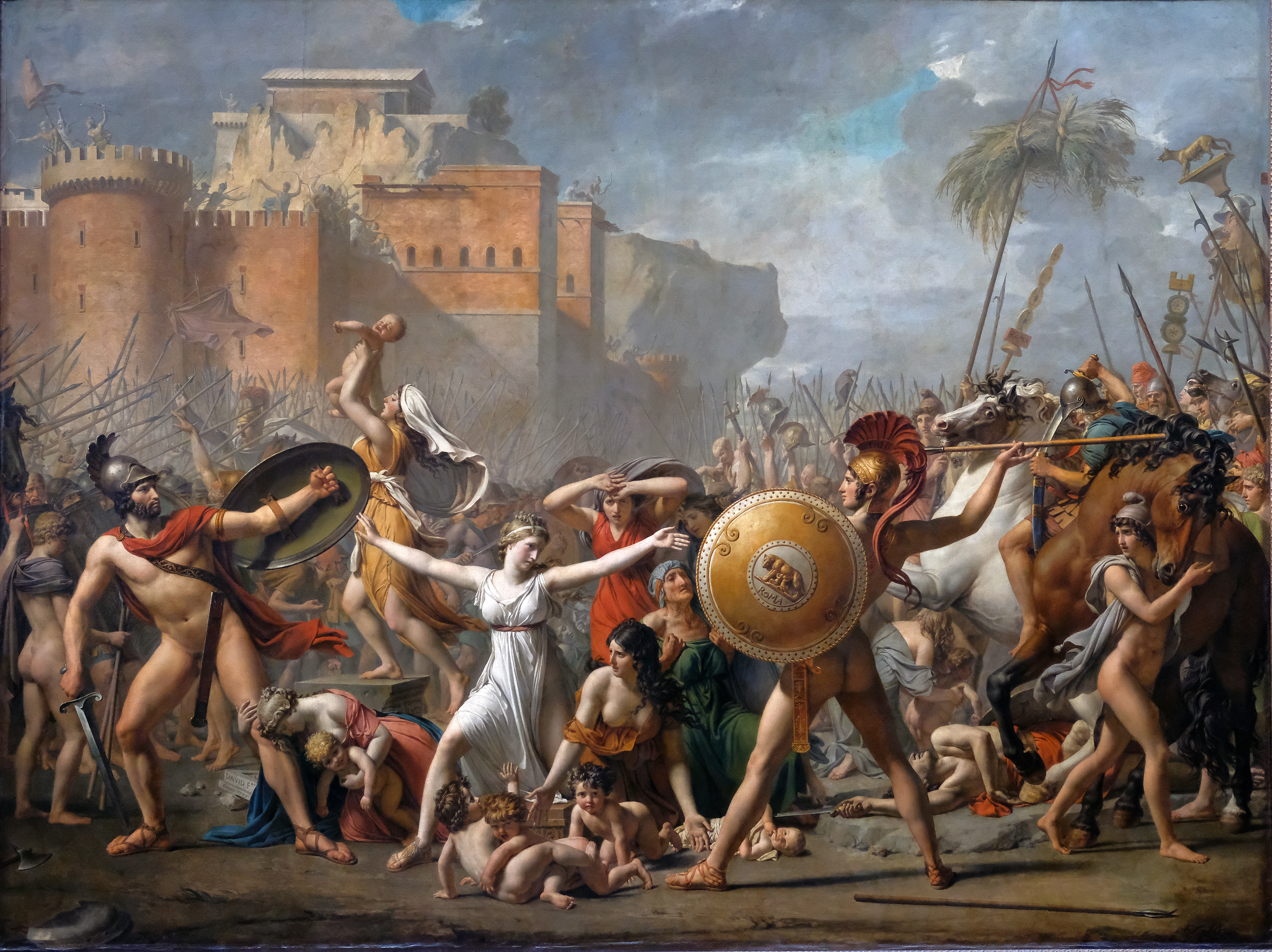
Jacques-Louis David, Porwanie Sabinek, 1799

Porwanie Sabinek – legendarny epizod z najstarszej historii Rzymu, który opisuje porwanie kobiet z plemienia Sabinów, jednego z najstarszych plemion w środkowej Italii. 
Po raz pierwszy opisał go Cyceron w swoim dziele pt. "O państwie" (De Re Publica). Według opisu Cycerona w Rzymie zorganizowano igrzyska, na które przybyły panny sabiniańskie. Romulus kazał je porwać i wydać za mąż za mężczyzn z najlepszych rodów. Z tego powodu Sabinowie wypowiedzieli wojnę Rzymianom, którą przerwano dopiero na prośbę porwanych kobiet. Na znak zawartego pokoju Romulus podzielił się władzą z królem Sabinów Tytusem Tacjuszem.
Porwanie Sabinek było wielokrotnie wykorzystywane jako temat dzieł plastycznych, m.in. przez rzeźbiarza Giambolognę i malarzy: Pietra da Cortonę, Nicolasa Poussina, Petera Paula Rubensa, Pabla Picassa. Francuski klasycysta Jacques-Louis David namalował obraz Interwencja Sabinek, przedstawiający Sabinki rozdzielające walczących Sabinów i Rzymian.